# Núi lửa

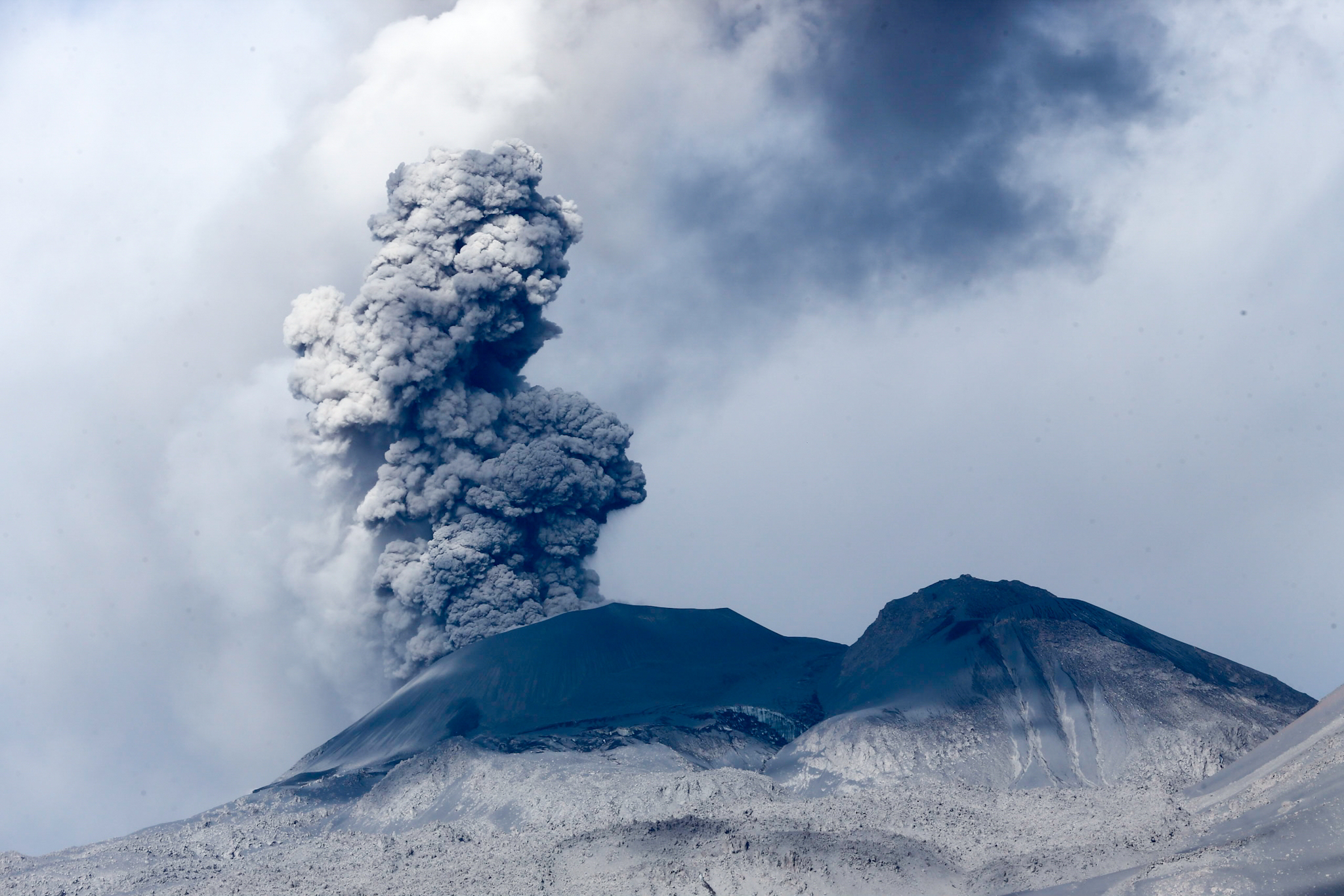
Núi lửa Sabancaya, Peru năm 2017

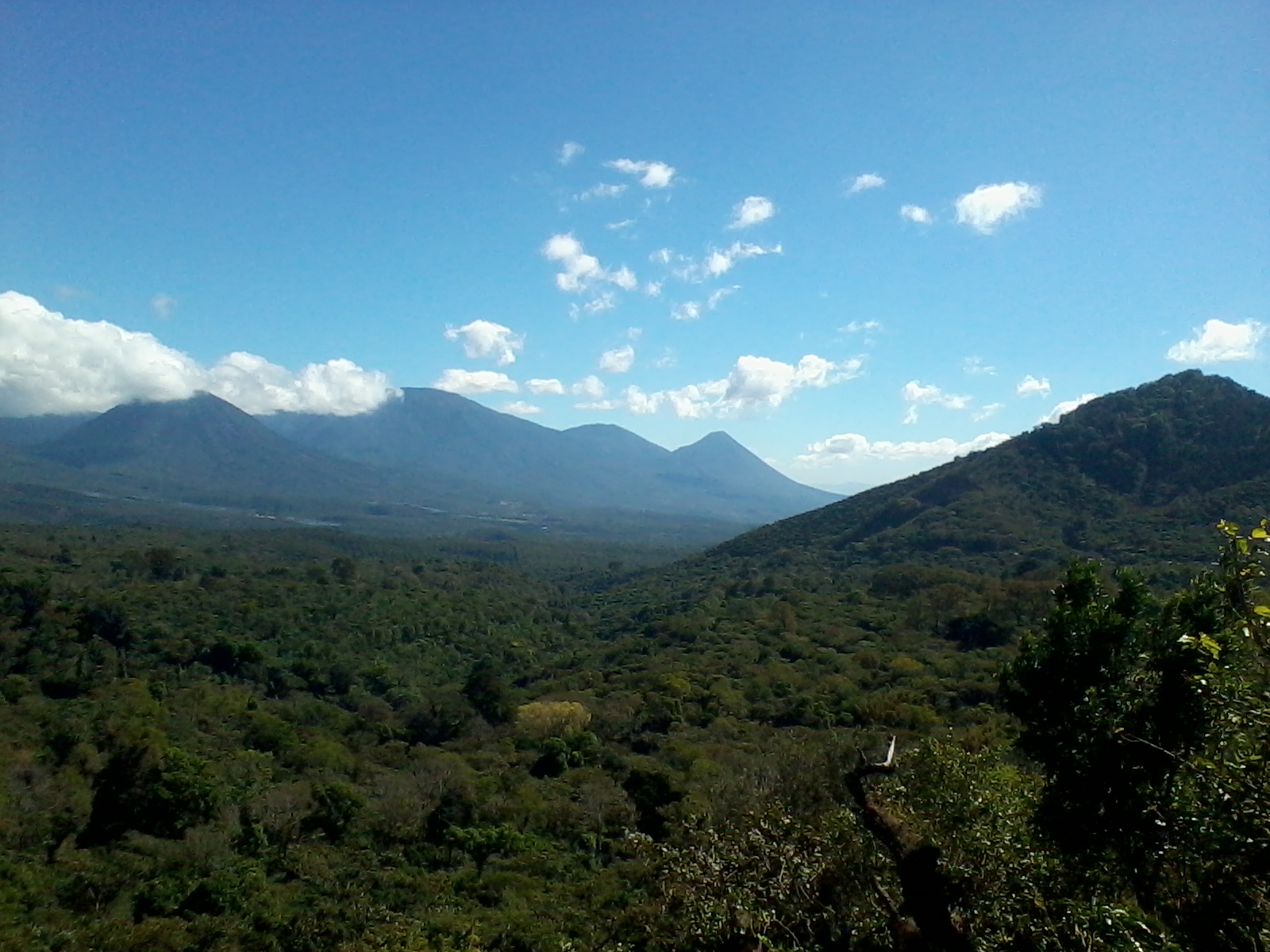
Dãy núi lửa Cordillera de Apaneca tại El Salvador. Quốc gia này có 170 núi lửa, 23 đang hoạt động, gồm hai hõm chảo, một trong hai là siêu núi lửa. El Salvador có một biệt hiệu là La Tierra de Soberbios Volcanes (Vùng đất của những Núi lửa Diệu kỳ).

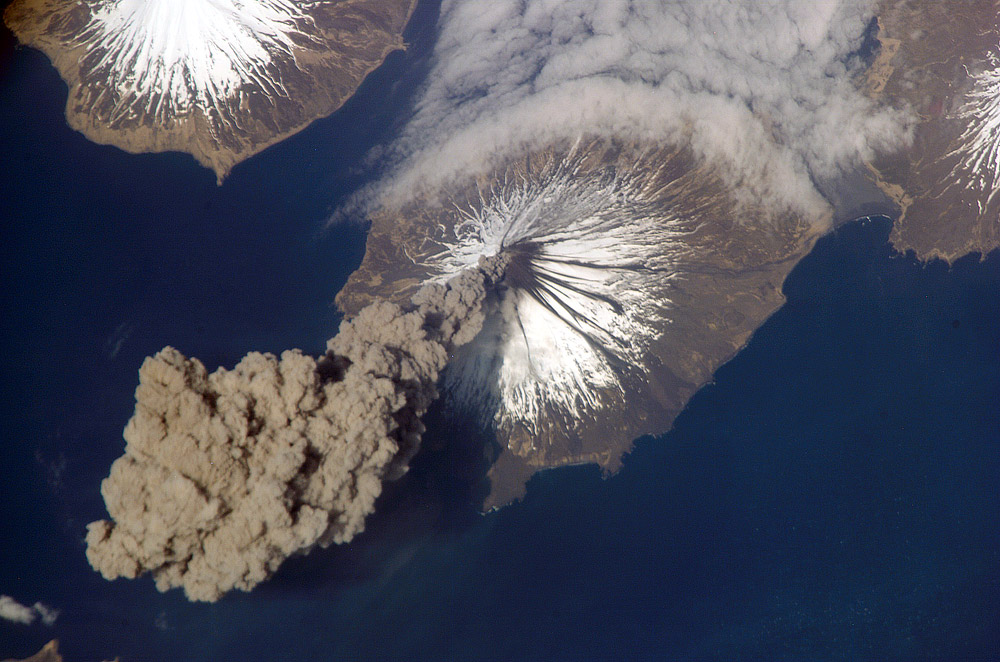
Núi lửa Cleveland tại quần đảo Aleut thuộc Alaska, chụp từ Trạm vũ trụ Quốc tế, tháng 5 năm 2006

Núi lửa (tiếng Anh: Volcano) là một vết đứt gãy trên lớp vỏ của một hành tinh, như là Trái Đất cho phép dung nham, tro núi lửa, và khí thoát ra từ một lò magma ở dưới bề mặt.

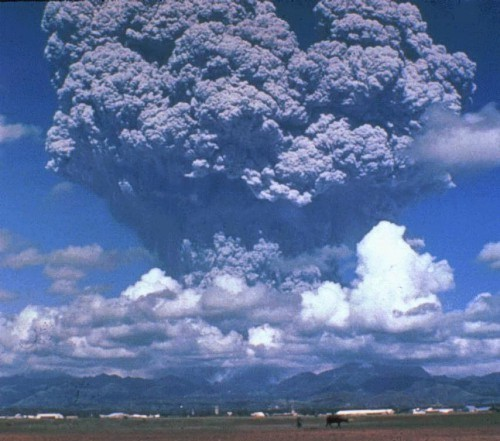
Một vụ phun trào của Núi Pinatubo ngày 12 tháng 6 năm 1991, 3 ngày trước khi vụ phun trào đạt đỉnh

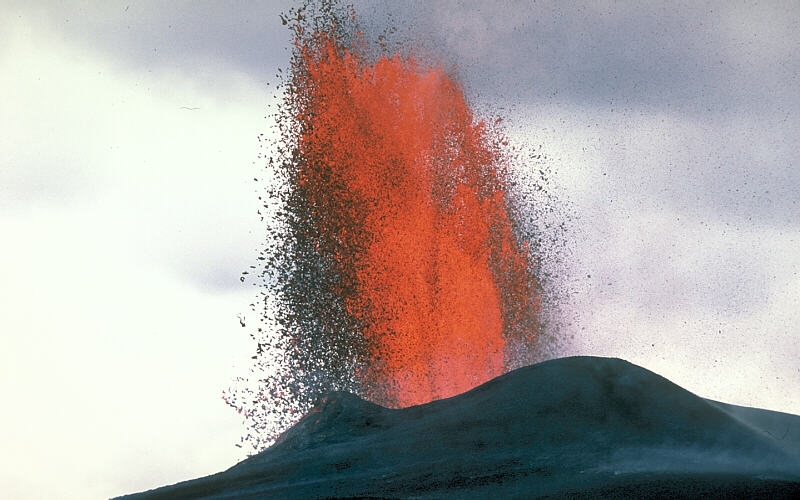
Vòi dung nham phun trào từ một nón núi lửa tại Hawaii, 1983

Núi lửa trên Trái Đất xảy ra vì lớp vỏ của nó được chia thành 7 mảng kiến tạo lớn, cứng rắn nổi trên lớp phủ nóng hơn và mềm hơn. Do đó, trên Trái Đất, núi lửa thường xuất hiện những ranh giới giữa các mảng kiến tạo, và hầu hết là ở dưới nước. Ví dụ, một sống núi giữa đại dương, như là sống núi giữa Đại Tây Dương, có núi lửa do các mảng kiến tạo phân kỳ, trong khi vành đai lửa Thái Bình Dương có núi lửa do các mảng kiến tạo hội tụ. Núi lửa cũng có thể hình thành nơi các mảng kiến tạo kéo dài và mỏng đi, ví dụ như ở đới tách giãn Đông Phi hay cánh đồng núi lửa Wells Gray-Clearwater và đới tách giãn Rio Grande tại Bắc Mỹ. Loại hoạt động núi lửa này thuộc "thuyết mảng". Hoạt động núi lửa không gần ranh giới mảng kiến tạo cũng có xuất hiện, và được giải thích là các chùm manti. Những "điểm nóng", ví dụ như Hawaii, được cho là hình thành từ nếp trồi với magma dâng lên từ ranh giới lớp lõi – lớp phủ, sâu 3,000 km trong lòng Trái Đất. Núi lửa thường không được tạo ra khi hai mảng kiến tạo trượt lên nhau.
Núi lửa phun trào có thể tạo nên nhiều mối nguy hiểm, không chỉ trong khu vực lân cận của vụ phun trào. Một mối đe dọa là tro núi lửa, ảnh hưởng xấu đến máy bay, đặc biệt là những loại có động cơ phản lực, có thể làm nóng chảy những hạt tro, sau đó tro nóng chảy sẽ dính vào cánh tua bin và thay đổi hình dạng, làm hỏng tua bin. Những vụ phun trào lớn có thể thay đổi nhiệt độ bởi tro và những giọt axit sulfuric che mờ mặt trời và làm tầng khí quyển thấp (tầng đối lưu); tuy nhiên, chúng cũng hấp thụ nhiệt lượng tỏa ra từ Trái Đất, làm ấm lớp khí quyển cao hơn (tầng bình lưu). Trong quá khứ, mùa đông núi lửa đã gây ra những nạn đói trên diện rộng.

## Từ nguyên
Trong tiếng Anh, từ volcano dùng để chỉ núi lửa có nguồn gốc từ Vulcano, một hòn đảo núi lửa thuộc quần đảo Eolie của Ý. Cái tên đó lại bắt nguồn từ Vulcan, vị thần của lửa trong thần thoại La Mã. Ngành nghiên cứu tính chất và hoạt động của núi lửa được gọi là núi lửa học.

## Kiến tạo mảng

Bản đồ thể hiện các ranh giới mảng phân kỳ (OSR – sống núi tách giãn đại dương) và các núi lửa trên mặt đất gần đây.

### Ranh giới mảng phân kỳ
Tại các sống núi giữa đại dương, hai mảng kiến tạo tách xa nhau, đồng thời đá nóng chảy nguội dần và hóa cứng tạo thành vỏ đại dương mới. Lớp vỏ rất mỏng ở những sống núi này do lực kéo của các mảng kiến tạo khiến cho áp lực được giải phóng, dẫn đến sự giãn nở đoạn nhiệt (không có sự truyền nhiệt hay vật chất) và làm lớp manti tan chảy một phần, gây ra núi lửa và tạo thành vỏ đại dương mới. Hầu hết ranh giới tách giãn nằm ở đáy đại dương; do đó, hầu hết hoạt động núi lửa trên Trái Đất xảy ra dưới mặt nước, hình thành nên đáy biển mới. Miệng phun thủy nhiệt là bằng chứng cho dạng hoạt động húi lửa này. Nếu sống núi giữa đại dương nằm trên mặt nước biển, các đảo núi lửa, ví dụ như Iceland.

### Ranh giới mảng hội tụ
Các đới hút chìm là những nơi mà hai mảng va chạm, thường là một mảng đại dương và một mảng lục địa. Trong trường hợp này, mảng đại dương bị hút xuống dưới mảng lục địa, tạo thành một rãnh đại dương ngay ngoài bờ biển. Trong một quá trình gọi là tan chảy dòng (tiếng Anh: flux melting), nước thoát ra từ mảng nằm dưới làm giảm nhiệt độ nóng chảy của lớp manti nằm trên, tạo thành magma. Magma này thường cực kỳ nhớt do thành phần chứa nhiều silica, vì vậy nó thường không nổi lên bề mặt mà nguội đi và hóa cứng ở dưới sâu. Nhưng nếu nó lên đến bề mặt, một núi lửa sẽ được hình thành. Những ví dụ điển hình gồm Núi Etna và núi lửa trong Vành đai lửa Thái Bình Dương.

### Điểm nóng
Điểm nóng là những khu vực núi lửa được cho là hình thành từ các chùm manti, tức là những cột vật chất nóng chảy dâng lên từ ranh giới lớp lõi - lớp phủ. Do các mảng kiến tạo di chuyển qua chúng, các núi lửa ngủ yên và chỉ hoạt động lai khi mảng kiến tạo di chuyển qua chùm manti đã có. Quần đảo Hawaii được cho là hình thành theo cách như thế; cũng như hõm chảo Yellowstone, một phần của mảng Bắc Mỹ nằm trên một điểm nóng. Tuy nhiên, giả thuyết này đã bị nghi ngờ.

## Phân loại

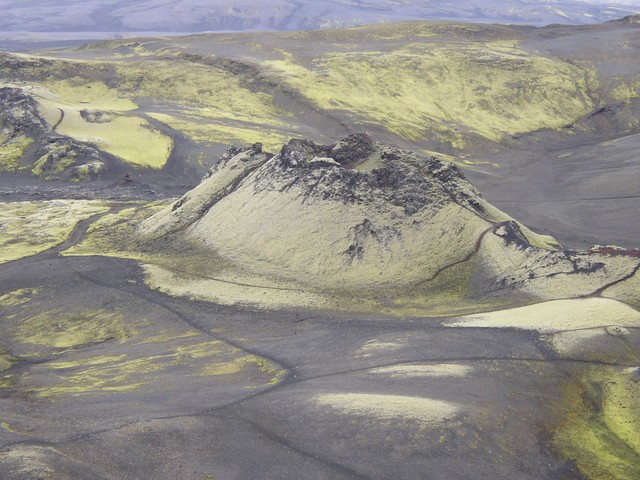
Vết nứt núi lửa Lakagigar tại Iceland, nguyên nhân của những biến động trong khí hậu thế giới 1783–84, có một chuỗi các nón núi lửa dọc chiều dài của nó.

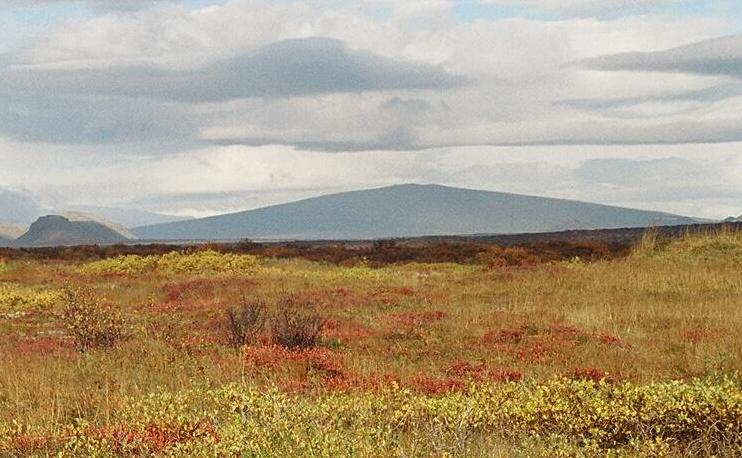
Skjaldbreiður, một núi lửa hình khiên với tên gọi mang nghĩa "cái khiên lớn"

Hình ảnh phổ biến nhất của núi lửa là một ngọn núi hình nón, phun dung nham và khí độc từ miệng ở trên đỉnh núi; tuy nhiên, đây chỉ là một trong nhiều dạng núi lửa. Đặc điểm của núi lửa phức tạp hơn rất nhiều và cấu tạo và hoạt động của chúng phụ thuộc vào nhiều yếu tố. Một số núi lửa có đỉnh gồ ghề hình thành từ vòm dung nham thay vì miệng núi lửa trong khi những núi lửa khác có đặc điểm cảnh quan như cao nguyên lớn. Các miệng phun vật chất núi lửa (bao gồm dung nham và tro) và khí có thể xuất hiện trên bất kì địa mạo nào và có thể hình thành nên những nón núi lửa nhỏ hơn như Puʻu ʻŌʻō ở rìa của hòn đảo Kīlauea thuộc Hawaii. Các dạng núi lửa khác bao gồm núi lửa băng, cụ thể là trên một số mặt trăng của sao Mộc, sao Thổ và sao Hải Vương; và núi lửa bùn, dạng núi lửa có sự hình thành không xuất hiện hoạt động magma. Núi lửa bùn hoạt động thường có nhiệt độ thấp hơn nhiều so với núi lửa magma, trừ trường hợp núi lửa bùn đó là một lỗ phun của một núi lửa magma.

### Vết nứt núi lửa
Vết nứt núi lửa là những khe nứt bằng, thẳng mà từ đó dung nham phun trào.

### Núi lửa hình khiên
Núi lửa hình khiên, với hình dạng rộng giống cái khiên, được hình thành từ sự phun trào dung nham có độ nhớt thấp và di chuyển xa khỏi lỗ phun. Chúng thường không nổ lớn khi phun trào. Do dung nham ít nhớt thường chứa ít silica, núi lửa hình khiên xuất hiện nhiều ở khu vực biển hơn là đất liền. Dãy núi lửa Hawaii là một chuỗi cái núi lửa hình khiên, ngoài ra chúng cũng phổ biến tại Iceland.

### Vòm dung nham
Vòm dung nham hình thành từ dung nham có độ nhớt cao chảy chậm. Đôi khi chúng xuất hiện trong miệng núi lửa của một vụ phun trào trước đó, như trong trường hợp của Núi St. Helens, nhưng cũng có thể hình thành riêng biệt, như Đỉnh Lassen. Giống với núi lửa dạng tầng, vòm dung nham có thể tạo ra những vụ phun trào mạnh, nhưng dung nham của chúng thường không đi xa khỏi lỗ phun.

### Vòm ẩn
Vòm ẩn được hình thành từ dung nham nhớt bị đẩy lên khiến bề mặt đất phình lên. Vụ phun trào núi St. Helens năm 1980 là một ví dụ; dung nham dưới bề mặt ngọn núi tạo một chỗ phồng lên trên bề mặt, chỗ phồng này sau đó trượt xuống sườn bắc của ngọn núi.

### Nón núi lửa (nón than)

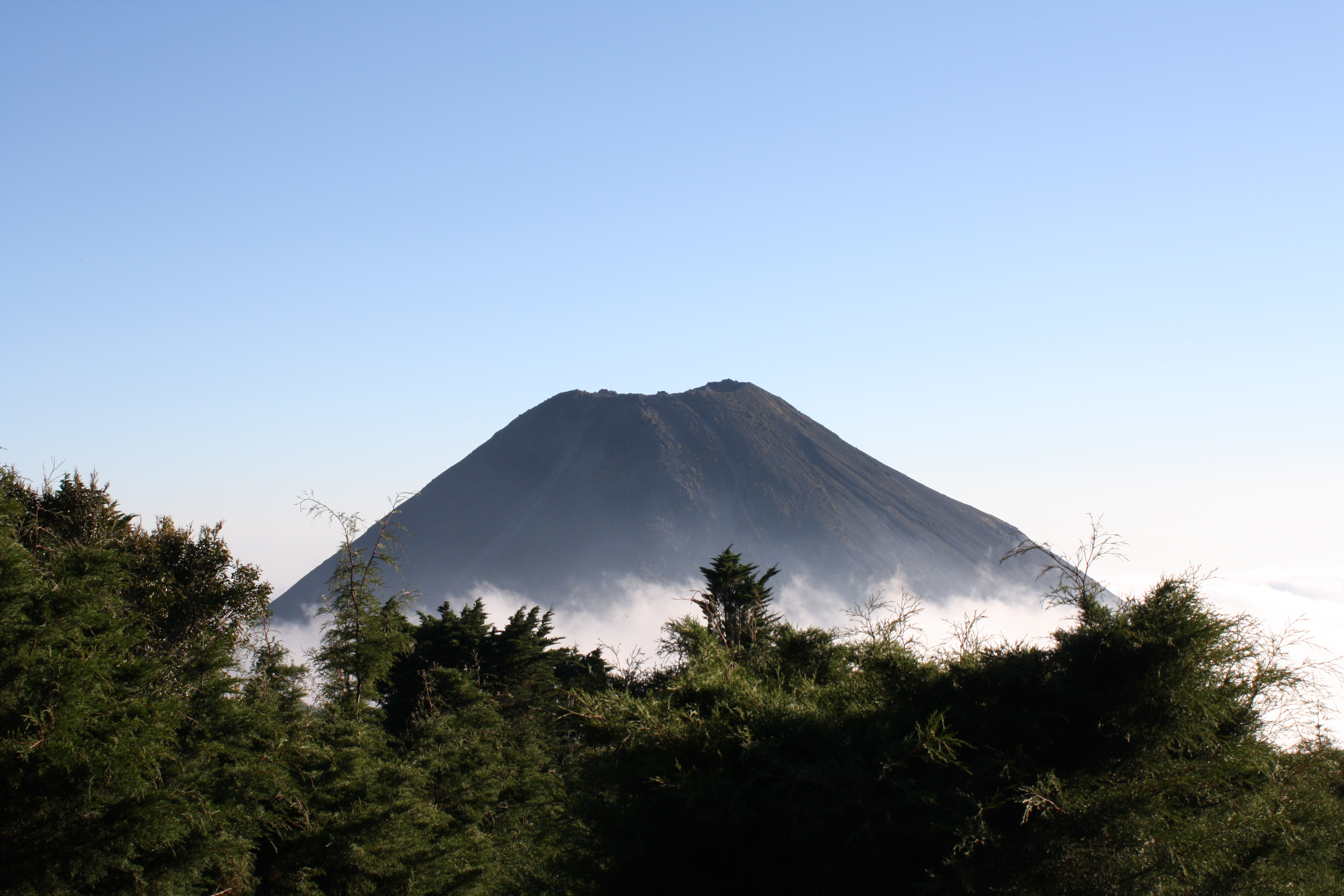
Núi lửa Izalco, ngọn núi lửa trẻ nhất tại El Salvador. Izalco phun trào gần như liên tục từ năm 1770 (khi nó hình thành) đến năm 1958, khiến nó có biệt danh "Ngọn hải đăng Thái Bình Dương".

Nón núi lửa hay nón than hình thành từ các mảnh scoria và đá mạt vụn núi lửa (cả hai đều giống than xỉ, từ đó có tên gọi của loại núi lửa này) tích tụ xung quanh lỗ thông. Các vụ phun trào này thường không dài, hình thành những ngọn đồi hình nón cao từ 30 đến 400 mét. Hầu hết nón than chỉ phun trào một lần. Nón than có thể xuất hiện trên sườn của những ngọn núi lửa lớn hơn, hoặc xuất hiện riêng lẻ. Parícutin ở Mexico và miệng núi lửa Sunset ở Arizona là những ví dụ của nón than. Tại New Mexico, Caja del Rio là một cánh đồng núi lửa gồm hơn 60 nón than.
Dựa trên hình ảnh vệ tinh, người ta cho rằng nón than có thể xuất hiện trên những vật thể khác trong hệ mặt trời, như trên bề mặt của sao Hỏa và mặt trăng.

### Núi lửa dạng tầng
1. Lò magma
2. Móng
3. Ống dẫn
4. Chân núi
5. Mạch trần (tiếng Anh: sill)
6. Mạch tường (tiếng Anh: dyke)
7. Lớp tro
8. Sườn núi
9. Lớp dung nham
10. Họng núi lửa
11. Nón "ký sinh"
12. Dòng dung nham
13. Lỗ thoát
14. Miệng núi lửa
15. Đám mây tro

Núi lửa dạng tầng hay núi lửa hỗn hợp là những ngọn núi lửa cao hình nón gồm nhiều lớp dung nham, tro và những vật chất khác. Núi lửa dạng tầng còn được gọi là núi lửa hỗn hợp do chúng được tạo thành từ nhiều cấu trúc khác nhau trong các vụ phun trào. Núi lửa dạng tầng có than xỉ, và tro chồng lên nhau, dung nham chảy trên lớp tro rồi nguội đi và cứng lại, sau đó quá trình này lặp lại. Các vị dụ điển hình là Núi Phú Sĩ ở Nhật Bản, Núi lửa Mayon ở Philippines, và Núi Vesuvius và Stromboli ở Ý.

Mặt cắt một núi lửa dạng tầng (không theo tỉ lệ):

Trong lịch sử được ghi chép, tro từ các vụ phun trào núi lửa của núi lửa dạng tầng là mối nguy hiểm lớn nhất từ núi lửa đến các nền văn minh. Núi lửa dạng tầng có áp lực lớn hơn núi lửa khiên do những dòng chảy dung nham trong lòng núi lửa, đồng thời vết nứt núi lửa và nón núi lửa của chúng cũng phun trào mạnh hơn. Núi lửa dạng tầng cũng dốc hơn núi lửa hình khiên, với độ dốc khoảng 30-35° so với độ dốc 5–10°, và mạt vụn núi lửa tạo nên những lahar nguy hiểm. Những mạt vụn lớn được gọi là bom núi lửa. Những quả bom lớn có thể dài đến 1.2 mét và nặng vài tấn.

### Siêu núi lửa
Một siêu núi lửa thường có hõm chảo lớn và có sức phả hủy trên quy mô lớn, đôi khi là toàn lục địa. Những ngọn núi lửa như thế có khả năng làm giảm nhiệt độ toàn cầu trong nhiều năm sau khi phun trào do lượng lớn lưu huỳnh và tro phóng ra khí quyển. Đây là loại núi lửa nguy hiểm nhất. Các ví dụ bao gồm hõm chảo Yellowstone trong Vườn quốc gia Yellowstone và hõm chảo Valles tại New Mexico (cả hai đều ở miền Tây nước Mỹ); hồ Taupo tại New Zealand; hồ Toba ở Sumatra, Indonesia; và Miệng núi lửa Ngorongoro ở Tanzania. Do chúng trải dài trên một khu vực rộng lớn, siêu núi lửa thường khó được định vị nhiều thế kỉ sau một cuộc phun trào. Tương tự, các tỉnh thạch học lớn (tiếng Anh: large igneous province, LIP) cũng được coi là siêu núi lửa do lượng dung nham bazan lớn được phun trào (tuy rằng không nổ lớn khi phun trào).

### Núi lửa dưới nước
Núi lửa ngầm thường xuất hiện trên mặt đáy biển. Ở vùng nước nông, núi lửa đang hoạt động phun khói và vụn đá lên trên bề mặt nước biển, khiến chúng dễ được nhận ra. Ở những vùng sâu hơn, áp suất của tầng nước bên trên quá lớn nên núi lửa không thể phun vật chất ra ngoài đủ mạnh; tuy nhiên, chúng vẫn có thể được phát hiện bằng hydrophone và sự đổi màu nước do khí núi lửa. Dung nham gối là một sản phẩm thường thấy của núi lửa ngầm và đặc trưng bởi những chuỗi khối hình gối không liên tục hình thành dưới nước. Ngay cả những vụ phun trào lớn dưới nước có thể không có tác động lớn do khả năng làm nguội nhanh và lực nổi lớn (so với không khí) của nước. Các miệng phun thủy nhiệt cũng hay xuất hiện gần những núi lửa ngầm, và một số có cả hệ sinh thái xung quanh.
Năm 2018, một loạt các tín hiệu địa chấn được phát hiện bởi các cơ quan theo dõi động đất khắp thế giới trong tháng 6 và tháng 7. Chúng tạo ra những âm thanh kỳ lạ và một số tín hiệu bắt được vào tháng 11 cùng năm kéo dài đến 20 phút. Tháng 5 năm 2019, một chiến dịch hải dương cho thấy những âm thanh kỳ lạ trước đó xuất phát từ sự hình thành của một núi lửa ngầm ngoài khơi Mayotte.

### Núi lửa dưới băng
Núi lửa dưới băng hình thành dưới các chỏm băng từ những lớp dung nham chảy trên những dung nham gối và palagonit. Khi chỏm băng tan, dung nham ở trên sụp đổ, để lại một ngọn núi bằng. Những ngọn núi lửa này còn được gọi là núi bàn hay tuya. Loại núi lửa này có thể được tìm thấy ở Iceland, ngoài ra các tuya cũng có ở British Columbia, Canada. Nguồn gốc cái tên "tuya" là từ Butte Tuya, một trong vài tuya ở khu vực Sông Tuya và Dãy Tuya miền bắc British Columbia.

### Núi lửa bùn
Núi lửa bùn hay mái vòm bùn hình thành từ bùn hoặc bột nhão, nước và khi thoát ra từ phun trào. Núi lửa bùn, không như núi lửa thông thường, không phun trào dung nham. Chúng có thể rộng đến 10 km và cao đến 700 mét.

## Vật chất phun trào

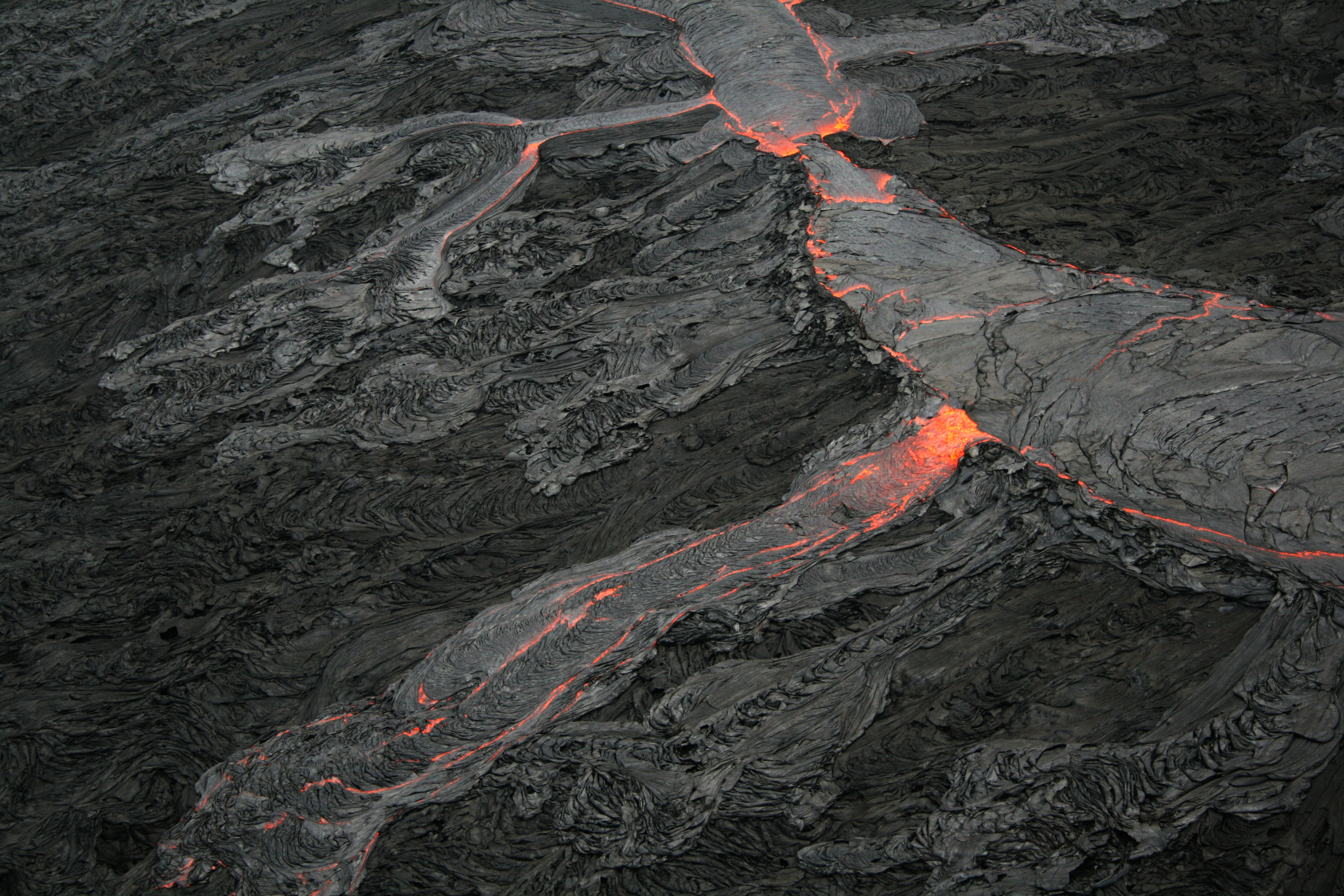
Dòng chảy dung nham Pāhoehoe trên Hawaii

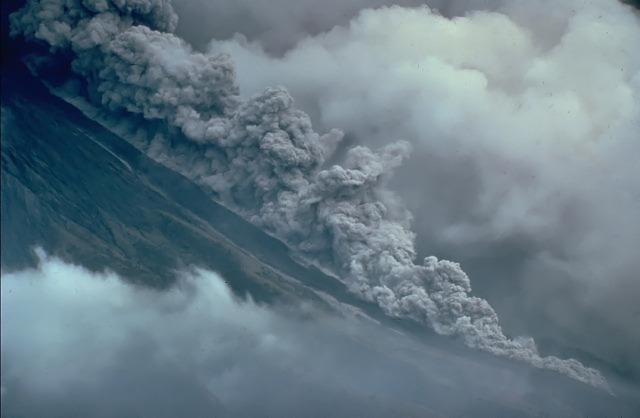
Dòng chảy pyroclastic trên sườn núi lửa Mayon tại Philippines, ngày 23 tháng 9 năm 1984

### Thành phần dung nham
Một cách phân loại núi lửa là dựa vào thành phần của vật chất được phun trào (dung nham), do nó ảnh hưởng đến hình dáng núi lửa. Dung nham có thể được chia thành bốn nhóm lớn, dựa vào tỉ lệ silica có trong magma.

#### Felsic
Nếu magma phun trào chứa lượng lớn silica (>63%), dung nham được gọi là felsic. Nếu thành phần silica lớn hơn 69%, chúng được gọi là rhyolit, nếu nằm trong khoảng 63–69% là dacit. Dung nham felsic thường có độ nhớt cao và phun trào thành mái vòm hay những dòng chảy ngắn. Dung nham nhớt thường hình thành núi lửa tầng hay mái vòm dung nham. Đỉnh Lassen tại California là một núi lửa hình thành từ dung nham felsic và thực chất là một mái vòm dung nham lớn.
Do magma chứa nhiều silica có độ nhớt cao, chúng thường nhốt khí lại, khiến magma phun trào rất mạnh, tạo thành núi lửa tầng. Luồng mạt vụn núi lửa (ignimbrit) là sản phẩm rất nguy hiểm của núi lửa dạng này, do chúng chứa tro núi lửa bị nóng chảy quá nặng để bay lên không khí, nhưng vẫn đủ nhẹ để di chuyển rất nhanh và xa khỏi nơi phun trào. Những dòng chảy này có nhiệt độ lên đến 1.200 °C, đốt cháy mọi thứ trên đường đi, trong khi những mạt vụn có thể dồn lại thành lớp dày đến vài mét. Thung lũng Vạn khói ở Alaska, hình thành từ sự phun trào của Novarupta gần Núi Katmai năm 1912, là một ví dụ của luồng mạt vụn dày. Tro núi lửa đủ nhẹ để bay vào khí quyển Trái Đất có thể đi hàng kilômét trước khi rơi xuống đất thành tuff.

#### Trung gian
Nếu magma phun trào chứa 52–63% silica, gọi chung là có thành phần trung gian, dung nham được gọi là andesit (xuất phát từ dãy Andes). Những núi lửa andesit thường chỉ xuất hiện trên những đới hút chìm, ví dụ như Núi Merapi ở Indonesia. Dung nham andesit thường hình thành tại ranh giới hội tụ của những mảng kiến tạo qua một vài quá trình:
- Kết tinh phân đoạn của magma mafic (xem ở dưới)
- Nóng chảy từng phần của vật chất trong lớp vỏ
- Sự trộn lẫn magma rhyolit và magma bazan mafic trong một buồng chứa trung gian

#### Mafic
Nếu lượng silica trong magma nằm trong khoảng 45–52%, dung nham được gọi là mafic, do chứa lượng lớn magie (Mg) và sắt (Fe)) hay bazan. Dung nham dạng này thường ít nhớt hơn nhiều so với dung nham rhyolit, tùy thuộc vào nhiệt độ phun trào; chúng cũng thường nóng hơn dung nham felsic. Dung nham mafic xuất hiện trong nhiều trường hợp:
- Ở những sống núi giữa đại dương, nơi hai mảng kiến tạo rời xa nhau làm dung nham bazan phun trào, hình thành nên dung nham gối;
- Núi lửa hình khiên (như Quần đảo Hawaii, bao gồm Mauna Loa và Kilauea), trên vỏ đại dương và lục địa;
- Lũ bazan trên lục địa.

#### Ultramafic
Magma phun trào chứa ≤45% silica tạo ra dung nham ultramafic. Dòng chảy ultramafic, còn được gọi là komatiite, rất hiếm; chỉ có vài dòng chảy như thế xuất hiện trên bề mặt Trái Đất kể từ Liên đại Nguyên Sinh hàng trăm triệu năm về trước. Chúng là những dung nham nóng nhất, và có lẽ lỏng hơn dung nham mafic thông thường.

### Dòng chảy dung nham

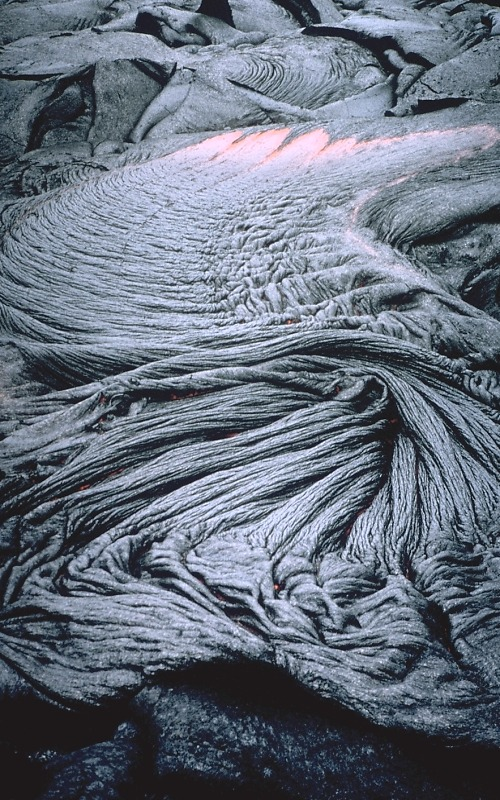
Dung nham Pāhoehoe từ núi lửa Kīlauea, Hawaii, Hoa Kỳ

Hai loại dòng chảy dung nham bazan được đặt tên theo kết cấu bề mặt: ʻAʻa (phát âm [ˈʔaʔa]) và pāhoehoe ([paːˈho.eˈho.e]), cả hai đều là từ tiếng Hawaii. ʻAʻa có bề mặt thô giống clinker và thường thấy ở những dòng chảy dung nham nhớt. Ngay cả dòng chảy bazan hay mafic cũng có thể phun trào thành ʻaʻa, đặc biệt khi vụ nổ mạnh và sườn núi dốc.
Pāhoehoe được đặc trưng bởi bề mặt trơn và gợn sóng hay nhăn nheo. Nó hình thành từ những dòng chảy dung nham lỏng, thường là dòng mafic với nhiệt độ cao và thành phần hóa học thích hợp giúp chúng chảy dễ hơn.

## Hoạt động núi lửa
Một cách phân loại núi lửa phổ biến là dựa trên tần suất hoạt động, với những núi lửa phun trào thường xuyên được gọi là còn hoạt động (hay đang hoạt động), những ngọn đã từng phun trào trong quá khứ nhưng bây giờ thì không gọi là ngủ yên hoặc không hoạt động, và những núi lửa không phun trào nữa được coi là đã tắt. Tuy nhiên hệ thống phân loại này, đặc biệt là loại đã tắt, thường không mang nhiều ý nghĩa đối với các nhà khoa học. Các nhà núi lửa học sử dụng quá trình hình thành và phun trào cũng như hình dáng của chúng để phân loại.

### Còn hoạt động
Không có định nghĩa thống nhất giữa các nhà núi lửa học về một núi lửa "còn hoạt động". Tuổi đời của núi lửa có thể trải dài từ vài tháng đến vài triệu năm, khiến cho phân loại như thế hầu như vô dụng khi so với tuổi đời của con người hay thậm chí nền văn minh. Ví dụ, nhiều núi lửa đã phun trào hàng chục lần trong hàng ngàn năm qua nhưng hiện không có dấu hiệu phun trào. Xét trên tuổi đời của chúng, những núi lửa này rất tích cực, nhưng xét trên khoảng thời gian của con người, chúng không còn hoạt động.
Các nhà khoa học thường coi một núi lửa có khả năng phun trào nếu nó có dấu hiệu bất ổn như động đất khác thường hoặc lượng lớn khí ga thoát ra. Nhiều người coi một núi lửa còn hoạt động (tiếng Anh: active) nếu nó từng phun trào trong 10.000 năm qua (thế Holocene)—Chương trình núi lửa toàn cầu của viện Smithsonian sử dụng định nghĩa này. Hầu hết núi lửa còn hoạt động nằm trên Vành đai lửa Thái Bình Dương. Khoảng 500 triệu người sống gần các núi lửa còn hoạt động.
Lịch sử được ghi chép là một khoảng thời gian khác để chỉ còn hoạt động. Quyển Catalogue of the Active Volcanoes of the World, xuất bản bởi Hiệp hội Quốc tế về Núi lửa, sử dụng định nghĩa này, gồm hơn 500 ngọn núi lửa. Tuy nhiên, lịch sử được ghi chép ở mỗi khu vực là khác nhau. Tại Trung Quốc và vùng Địa Trung Hải, nó bắt đầu từ gần 3.000 năm trước, nhưng ở tây bắc Thái Bình Dương tại Mỹ và Canada, ít hơn 300 năm, và tại Hawaii và New Zealand, chỉ khoảng 200 năm.

### Đã tắt

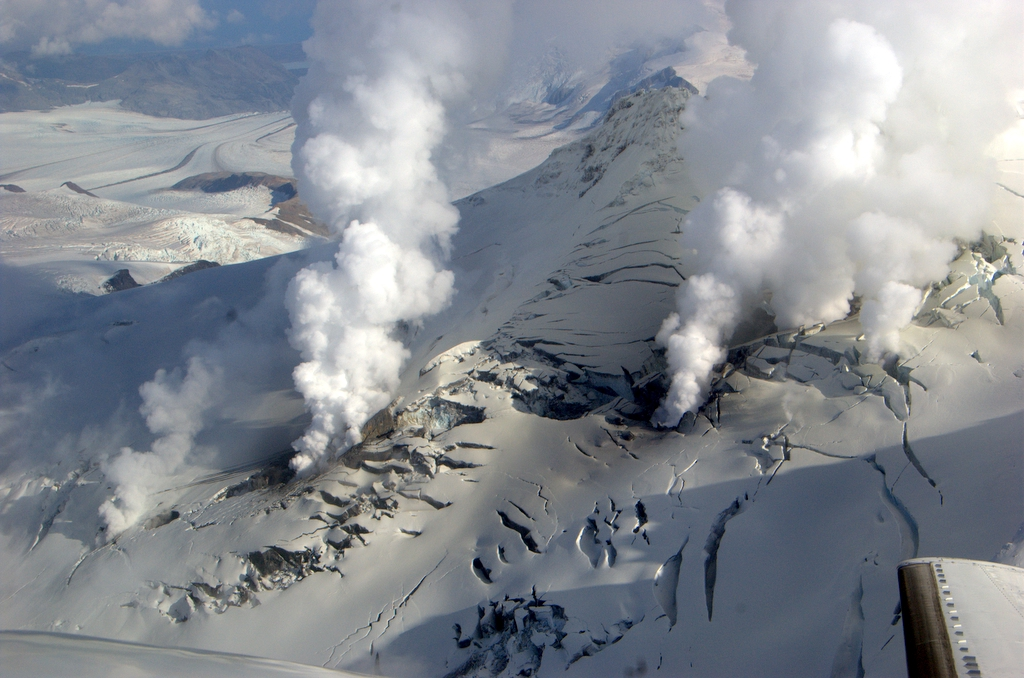
Núi lửa Fourpeaked, Alaska, phun trào tháng 9 năm 2006 sau khi được cho là đã tắt hơn 10.000 năm

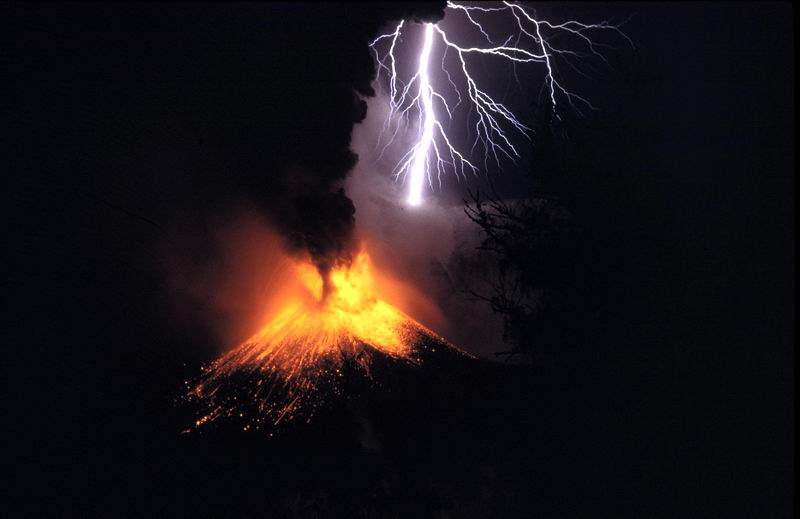
Núi Rinjani phun trào năm 1994, tại Lombok, Indonesia

Núi lửa đã tắt là những núi lửa được coi là không có khả năng phun trào lần nữa do nguồn magma của nó bị cạn kiệt. Một số ví dụ là các núi lửa trên chuỗi núi ngầm Hawaii–Emperor ở Thái Bình Dương (tuy một số núi lửa ở mạn đông vẫn còn hoạt động), Hohentwiel ở Đức, Shiprock ở bang New Mexico, núi lửa Zuidwal tại Hà Lan, và nhiều núi lửa ở Ý như Monte Vulture. Lâu đài Edinburgh tại Scotland nằm trên một ngọn núi lửa đã tắt. Trong nhiều trường hợp, việc xác định liệu một ngọn núi lửa có thực sự đã tắt không dễ. Do các hõm chảo siêu núi lửa có thể có tuổi đời lên đến hàng triệu năm, một hõm chảo không phun trào trong vài chục ngàn năm thường được coi là ngủ yên thay vì đã tắt. Một số nhà núi lửa học gọi núi lửa đã tắt là ngừng hoạt động, tuy nhiên từ này thường dùng để chỉ những núi lửa được coi là đã tắt nhưng hóa ra là đang ngủ.

### Ngủ yên

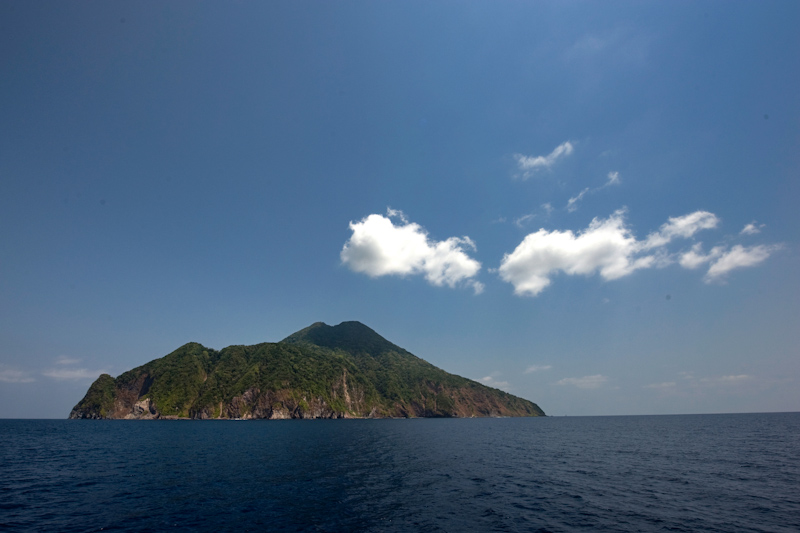
Đảo Narcondam, Ấn Độ, được coi là một núi lửa ngủ yên theo Cục Khảo sát Địa chất Ấn Độ

Không dễ để phân biệt một núi lửa đã tắt với một núi lửa ngủ yên (ngừng hoạt động). Núi lửa ngủ yên là những núi lửa ngừng phun trào trong vài ngàn năm, nhưng có khả năng tiếp tục phun trào trong tương lai. Núi lửa thường được coi là đã tắt nếu không có ghi chép gì về hoạt động phun trào của nó. Mặc dù vậy, núi lửa có thể ngủ yên trong thời gian rất dài, để rồi lại phun trào. Ví dụ, núi lửa Yellowstone có thời gian ngủ yên khoảng 700.000 năm, và núi lửa Toba khoảng 380.000 năm. Núi lửa Vesuvius, theo lời các học giả La Mã, được phủ bởi mảng xanh và vườn nho trước vụ phun trào năm 79, phá hủy các thành phố Herculaneum và Pompeii. Trước vụ phun trào thảm khốc năm 1991, Pinatubo là một núi lửa ít được biết đến với người dân xung quanh. Hai ví dụ khác nữa là núi lửa Soufrière Hills trên đảo Montserrat, được cho là đã tắt trước khi hoạt động trở lại vào năm 1995, và Núi Fourpeaked ở Alaska, ngủ yên hơn 10.000 năm và được cho là đã tắt, nhưng lại phun trào vào tháng 9 năm 2006.

## Phun trào núi lửa
Phun trào núi lửa, hiện tượng dung nham, mạt vụn và khí thoát ra ngoài miệng núi lửa, có nhiều loại khác nhau, và thường được đặt tên theo những ngọn núi lửa nổi tiếng nơi diễn ra loại phun trào ấy. Ba loại phun trào núi lửa chính là phun trào magma, phun trào phreatomagma, và phun trào phreatic. Ngoài ra, người ta cũng chia các vụ phun trào thành phun trào bùng nổ (explosive), với những vụ nổ khí đẩy magma và mạt vụn lên cao, và phun trào chảy tràn (effusive), trong đó dung nham chảy ra mà không có vụ nổ lớn nào.
Chỉ số sức nổ núi lửa (hay chỉ số VEI) là một thang đo từ 0 đến 8 để đánh giá độ mạnh của vụ phun trào, được dùng bởi Chương trình Núi lửa Toàn cầu của Viện Smithsonian. Nó hoạt động giống với thang đo Richter dùng cho động đất, trong đó mỗi khoảng giá trị tượng trưng cho sự tăng gấp 10 lần trong độ lớn (tức là thang logarit). Hầu hết các vụ phun trào núi lửa có VEI nằm trong khoảng từ 0 đến 2.

### Phun trào magma
Phun trào magma được đặc trưng bởi sự phóng đá vụn, dung nham và tro trong những đợt bùng nổ do áp suất khí trong lòng núi lửa. Độ lớn của loại phun trào này trải dài từ những đài dung nham trên Hawaii đến những cột phun trào cao hơn 30 km. Các loại phun trào magma chính đều được đặt tên theo tên núi lửa nổi tiếng, bao gồm phun trào Hawaii, phun trào Stromboli, phun trào Vulcan, phun trào Pelée và phun trào Pliny.

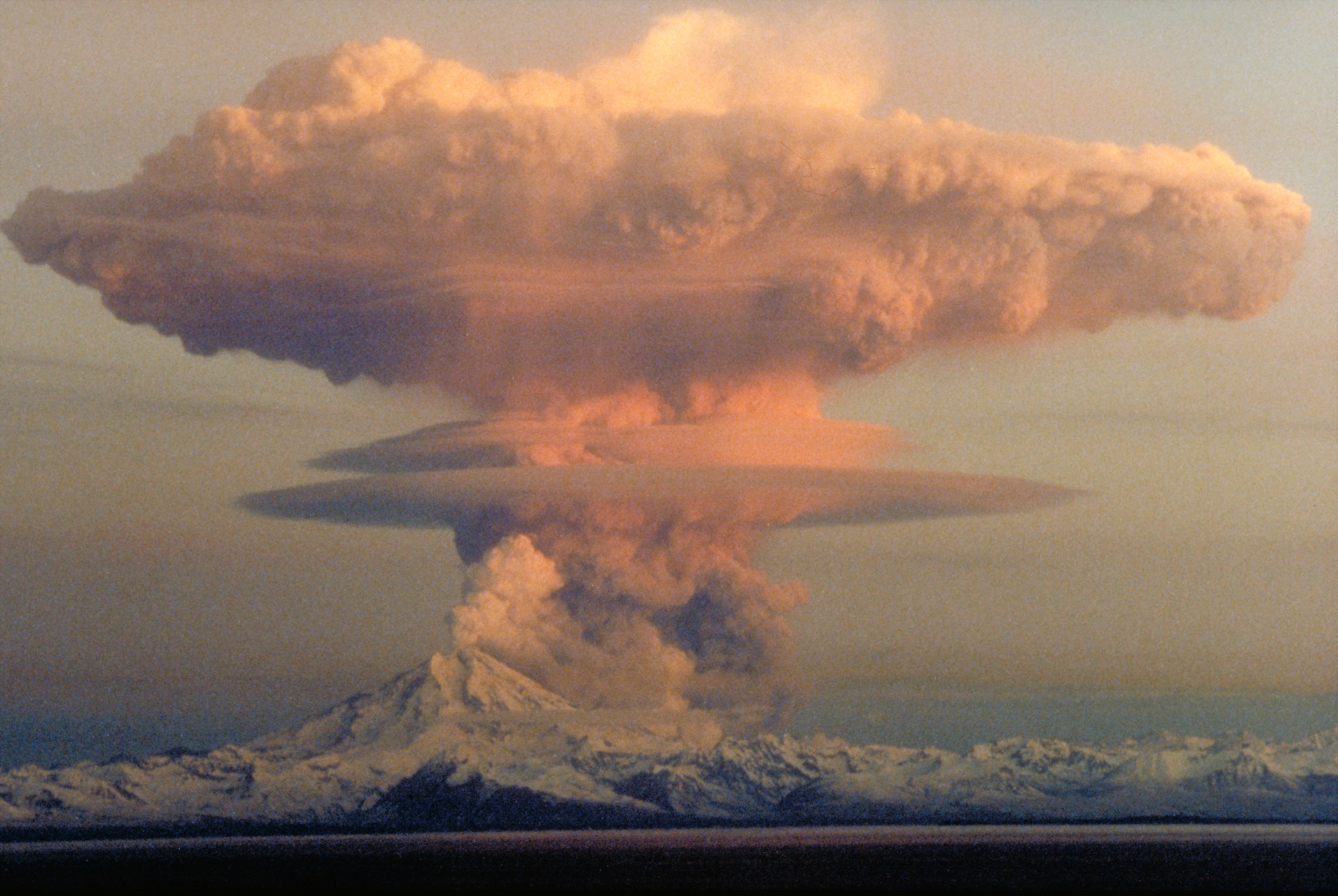
Cột phun trào của Núi Redoubt, nhìn từ phía tây tại Bán đảo Kenai

Phun trào Hawaii là loại phun trào nhẹ nhất, chủ yếu là phun trào chảy tràn dung nham dạng bazan rất nhớt và ít khí. Chúng có thể kéo dài trong thời gian rất lâu; Puʻu ʻŌʻō, một nón núi lửa trên đảo Kīlauea, đã phun trào suốt 35 năm, còn núi Etna trên đảo Sicily thì hoạt động gần như liên tục. Ngược lại, phun trào Pliny, đặt tên theo Pliny Trẻ, người ghi chép về vụ phun trào núi Vesuvius năm 79, lại mạnh hơn rất nhiều, với những cột núi lửa cao đặc trưng, lên tới 2 đến 45 km vào bầu khí quyển.

### Phun trào phreatomagma
Phun trào phreatomagma xuất phát từ sự gặp nhau của nước và magma. Chênh lệch nhiệt độ lớn giữa hai chất này dẫn đến phản ứng co nhiệt dữ dội, tạo thành đợt phun trào. Sản phẩm của phun trào phreatomagma được cho là đều và mịn hơn so với phun trào magma do sự khác biệt trong cơ chế phun trào.
Các dạng phun trào phreatomagma gồm có phun trào Surtsey, đặt tên theo hòn đảo núi lửa Surtsey ngoài khơi Iceland, phun trào ngầm diễn ra ở dưới nước, và phun trào dưới băng do dung nham và băng gặp nhau tạo thành.

### Phun trào phreatic
Phun trào phreatic (hay phun trào hơi nước) là dạng phun trào do sự giãn nở của hơi nước. Khi mặt đất hay mặt nước lạnh tiếp xúc với đá nóng hay magma nó trở nên nóng nhanh và nổ, phá vỡ lớp đá xung quanh và đẩy ra một hỗn hợp hơi nước, nước, tro, bom và khối núi lửa. Điểm đặc biệc của những vụ nổ phreatic là chúng chỉ bắn ra những mảnh vụn của đá có trong lòng núi lửa chứ không phun ra magma từ dưới lòng đất.

## Núi lửa nổi bật

### Hoạt động tích cực

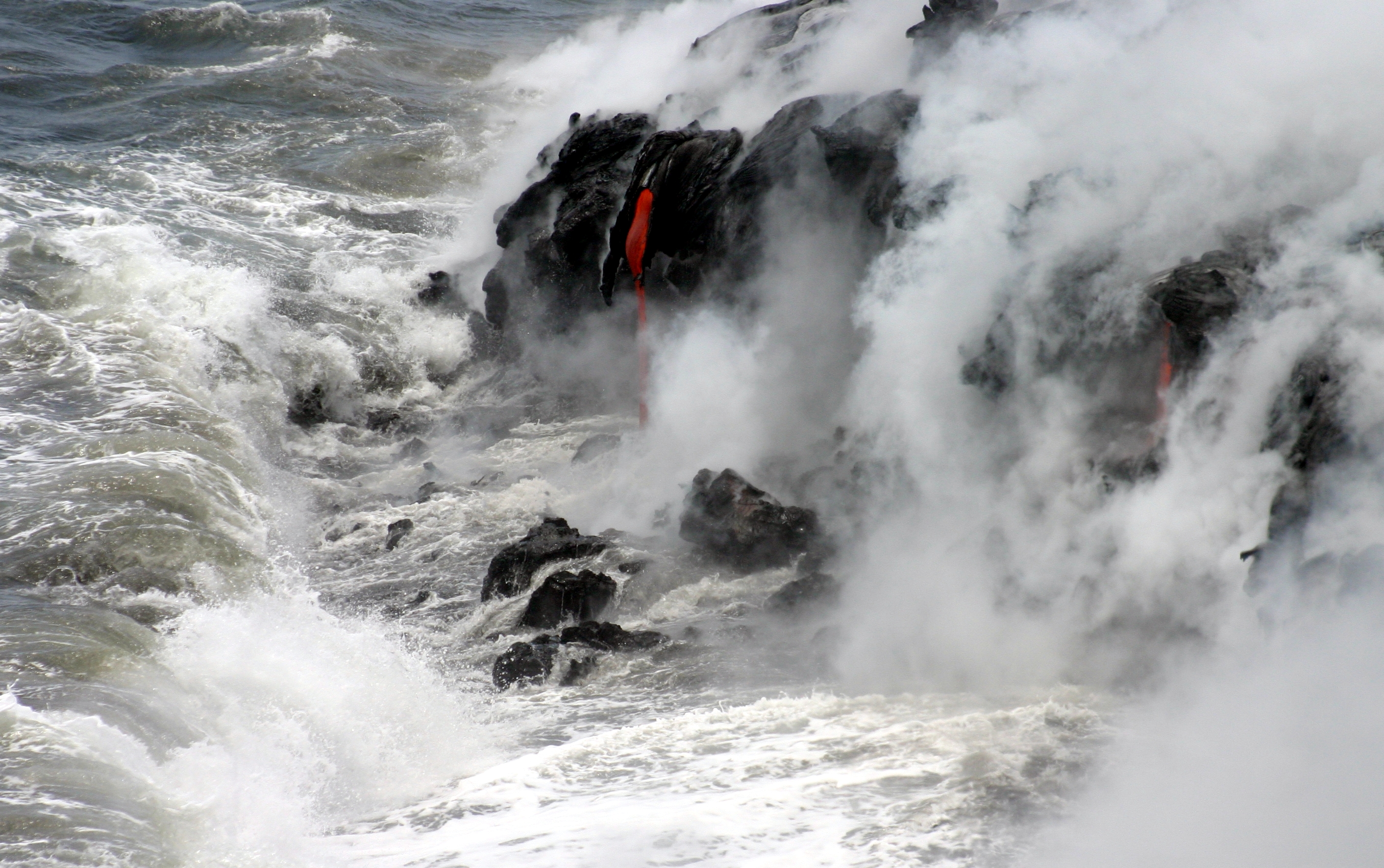
Dung nham Pāhoehoe từ núi Kīlauea đổ vào biển Thái Bình Dương

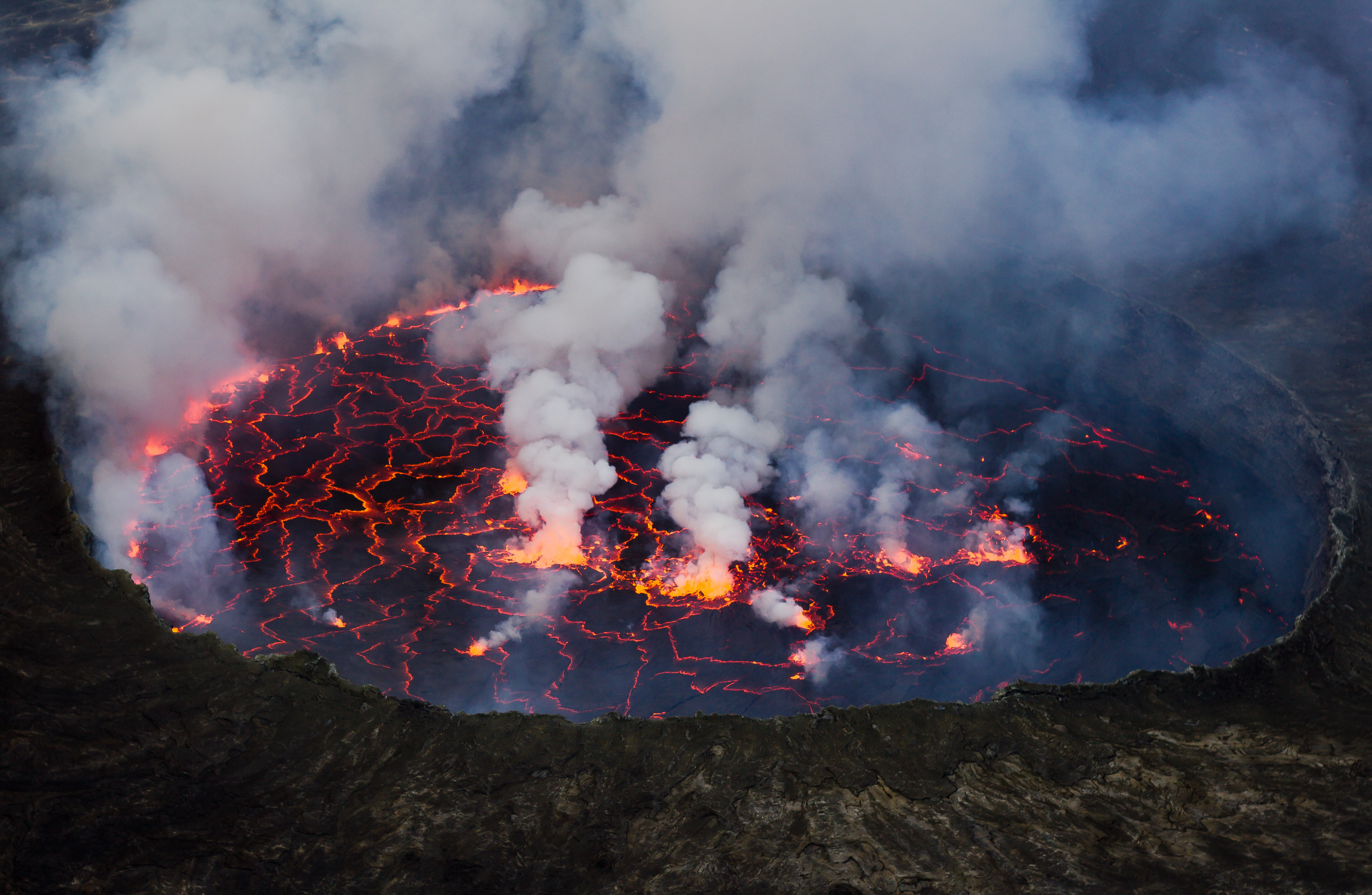
Hồ dung nham của Núi Nyiragongo

Ngọn núi lửa thường được xem là hoạt động tích cực nhất là Kīlauea, ngọn núi lửa nổi tiếng ở Hawaii, phun trào gần như liên tục từ năm 1983 đến năm 2018 (dung nham chảy trên mặt đất suốt thời gian này), và có hồ dung nham lâu nhất được ghi nhận. Một số núi lửa tích cực khác là:
- Núi Etna và núi Stromboli, hai núi lửa nổi tiếng vùng Địa Trung Hải ngoài khơi nước Ý.
- Piton de la Fournaise, thuộc Réunion, là một địa điểm tham quan nổi tiếng.
- Núi Nyiragongo và người hàng xóm Nyamuragira, là những ngọn núi lửa tích cực nhất châu Phi.
- Ol Doinyo Lengai tại Tanzania
- Erta Ale, thuộc Tam giác Afar, đã có một hồ dung nham từ ít nhất 1906.
- Núi Merapi tại Indonesia, phun trào nhiều lần từ năm 2006 đến nay.
- Núi lửa Mayon, núi lửa tích cực nhất Philippines, phun trào hơn 47 lần trong 500 năm qua.
- Ambrym thuộc quần đảo Vanuatu.
- Núi lửa Arenal thuộc Costa Rica, phun trào từ 1968 đến 2010.
- Pacaya tại Guatemala, Trung Mỹ, phun trào thường xuyên từ 1961 đến nay.
- Klyuchevskaya Sopka, Sheveluch và Karymsky là những núi lửa tích cực nhất bán đảo Kamchatka, Nga.
- Núi Erebus tại Nam Cực

Theo dữ liệu của Chương trình Núi lửa Toàn cầu, tính đến ngày 4 tháng 6 năm 2020, những núi lửa với thời gian phun trào dài nhất (bỏ qua những khoảng thời gian ngừng hoạt động dưới ba tháng) là:
- Núi Yasur, 246 năm
- Santa María, 98 năm
- Dukono, 87 năm
- Stromboli, 86 năm
- Sangay, 77 năm

Tất cả ngọn núi lửa trên, trừ núi lửa Sangay tại Ecuador, đều vẫn đang hoạt động trong tháng 6 năm 2020.

### Núi lửa Thập niên
Núi lửa Thập niên là 16 núi lửa được Hiệp hội Quốc tế về Núi lửa và Hóa học lòng Trái Đất (IAVCEI) liệt kê là đáng chú ý do từng có những vụ phun trào lớn và nằm gần khu vực có người ở. Chúng được đặt tên là Núi lửa Thập niên vì dự án này được khởi xướng bởi Thập niên Quốc tế về Giảm thiểu Thiên tai (những năm 1990) do Liên Hợp Quốc tài trợ. Dự án này khuyến khích nghiên cứu và các hoạt động tuyên truyền nhằm đạt được sự hiểu biết và khả năng chuẩn bị trong trường hợp thiên tai.

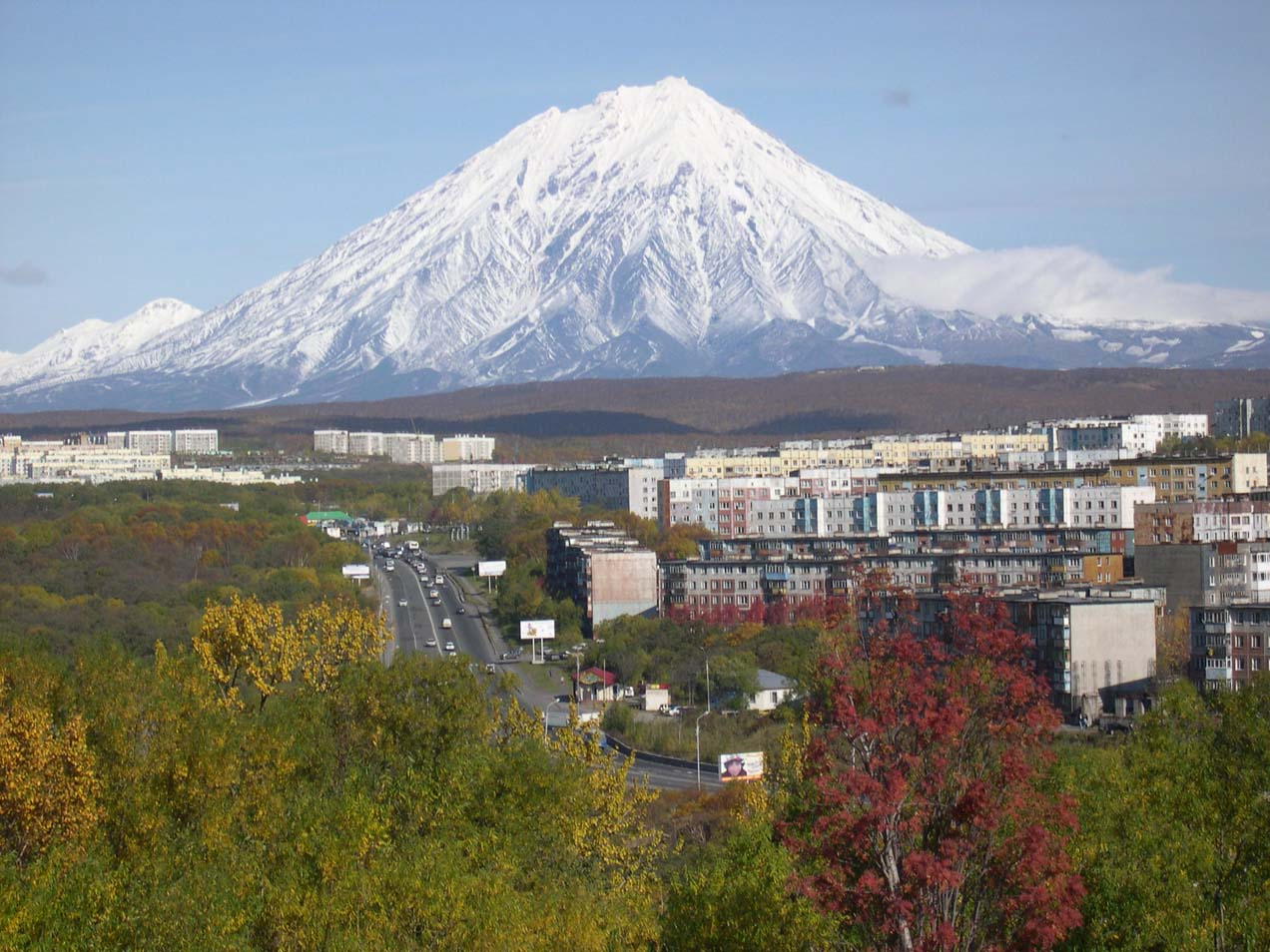
Núi lửa Koryaksky trên Bán đảo Kamchatka, cực đông nước Nga

Bảng sau liệt kê 16 núi lửa thập niên này.
| Núi lửa              | Địa điểm                      | Tọa độ                              |
| -------------------- | ----------------------------- | ----------------------------------- |
| Avachinsky–Koryaksky | Kamchatka, Nga                | 53°31′B 158°41′Đ / 53,52°B 158,69°Đ |
| Volcán de Colima     | Jalisco và Colima, Mexico     | 19°25′B 103°43′T / 19,42°B 103,72°T |
| Etna                 | Sicily, Ý                     | 37°44′B 15°00′Đ / 37,73°B 15°Đ      |
| Galeras              | Nariño, Colombia              | 1°13′B 77°22′T / 1,22°B 77,37°T     |
| Mauna Loa            | Hawaii, Hoa Kỳ                | 19°29′B 155°37′T / 19,48°B 155,61°T |
| Merapi               | Trung Java, Indonesia         | 7°32′N 110°26′Đ / 7,54°N 110,44°Đ   |
| Nyiragongo           | Cộng hòa Dân chủ Congo        | 1°29′N 29°14′Đ / 1,48°N 29,23°Đ     |
| Rainier              | Washington, Hoa Kỳ            | 46°50′B 121°46′T / 46,84°B 121,77°T |
| Sakurajima           | Kagoshima, Nhật Bản           | 31°35′B 130°39′Đ / 31,58°B 130,65°Đ |
| Santa María          | Guatemala                     | 14°46′B 91°33′T / 14,76°B 91,55°T   |
| Santorino            | Cyclades, Hy Lạp              | 36°14′B 25°16′Đ / 36,24°B 25,27°Đ   |
| Taal                 | Luzon, Phillipines            | 14°01′B 121°00′Đ / 14,02°B 121°Đ    |
| Teide                | Quần đảo Canary, Tây Ban Nha  | 28°16′B 16°38′T / 28,27°B 16,64°T   |
| Ulawun               | New Britain, Papua New Guinea | 5°02′N 151°20′Đ / 5,04°N 151,34°Đ   |
| Unzen                | Nagasaki, Nhật Bản            | 31°53′B 130°55′Đ / 31,88°B 130,92°Đ |
| Vesuvius             | Napoli, Ý                     | 40°29′B 14°16′Đ / 40,49°B 14,26°Đ   |

## Ảnh hưởng

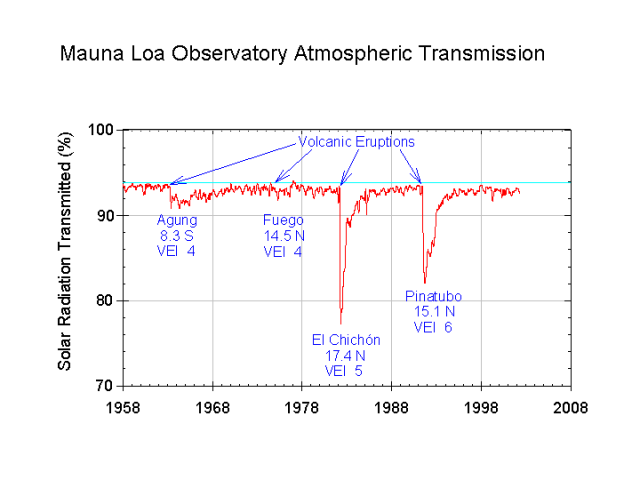
Biểu đồ bức xạ mặt trời 1958–2008, cho thấy bức xạ giảm sau các vụ phun trào lớn

Có nhiều loại phun trào núi lửa và tương ứng với đó là các mối nguy hiểm với con người, như vụ nổ phun trào, lở đất, lahar, dòng chảy pyroclastic, khí núi lửa.

### Khí núi lửa

Sơ đồ sự phun trào các khí và aerosol từ núi lửa

Hơi nước thường là khí núi lửa phổ biến nhất, theo sau là cacbon dioxide và lưu huỳnh dioxide. Những khí núi lửa thường gặp khác bao gồm hydro sulfide, hydro chloride, và hydro fluoride. Một lượng lớn các khí hydro, cacbon monoxit, halocacbon, hợp chất hữu cơ, và muối chloride kim loại cũng tồn tại trong khí núi lửa.

#### Mùa đông núi lửa
Những vụ phun trào núi lửa lớn phun hơi nước (H2O), cacbon dioxide (CO2), lưu huỳnh dioxide (SO2), hydro chloride (HCl), hydro fluoride (HF) và tro (đá mịn và đá bọt) vào tầng bình lưu ở độ cao 16–32 kilomét trên bề mặt Trái Đất. Tác động lớn nhất của chúng đến từ việc chuyển đổi lưu huỳnh dioxít thành axít sulfuric (H2SO4), ngưng tụ nhanh trong tầng bình lưu, tạo thành aerosol sulfat. Những aerosol này làm tăng suất phản chiếu của Trái Đất và làm lạnh đi tầng khí quyển thấp, trong khi hấp thụ nhiệt từ bề mặt và làm ấm tầng bình lưu. Một vài vụ phun trào núi lửa lớn trong thập niên qua đã làm nhiệt độ trung bình của bề mặt Trái Đất giảm đến 0,4 độ C.

##### Lịch sử
Một số giả thiết cho rằng hoạt động núi lửa đã gây ra hoặc góp phần vào các sự kiện tuyệt chủng cuối Ordovic, Permi-Trias, Devonian muộn. Sự kiện phun trào hình thành nên bẫy Siberia diễn ra trong một triệu năm và nhiều khả năng đã gây ra sự kiện tuyệt chủng kỷ Permi–kỷ Trias khoảng 250 triệu năm trước, được ước tính là đã giết đến 90% số loài khi đó.
Một mùa đông núi lửa được cho là đã xảy ra khoảng 70,000 năm về trước sau vụ phun trào của siêu núi lửa Toba trên Đảo Sumatra ở Indonesia. Theo thuyết thảm họa Toba được một số nhà nhân chủng và khảo cổ học đề xướng, sự kiện này đã có ảnh hưởng toàn cầu, giết chết phần lớn con người thời điểm đó và tạo ra một cổ chai di truyền ảnh hưởng đến sự di truyền của tất cả con người ngày nay.
Vụ phun trào năm 1815 của Núi Tambora tạo nên sự bất thường trong khí hậu toàn cầu và được gọi là "Năm không có mùa hè" do ảnh hưởng đến thời tiết Bắc Mỹ và châu Âu. Thu hoạch mùa vụ giảm sút và gia súc chết hàng loạt ở bán cầu Bắc, dẫn đến một trong những nạn đói tồi tệ nhất thế kỷ 19.

#### Mưa axit

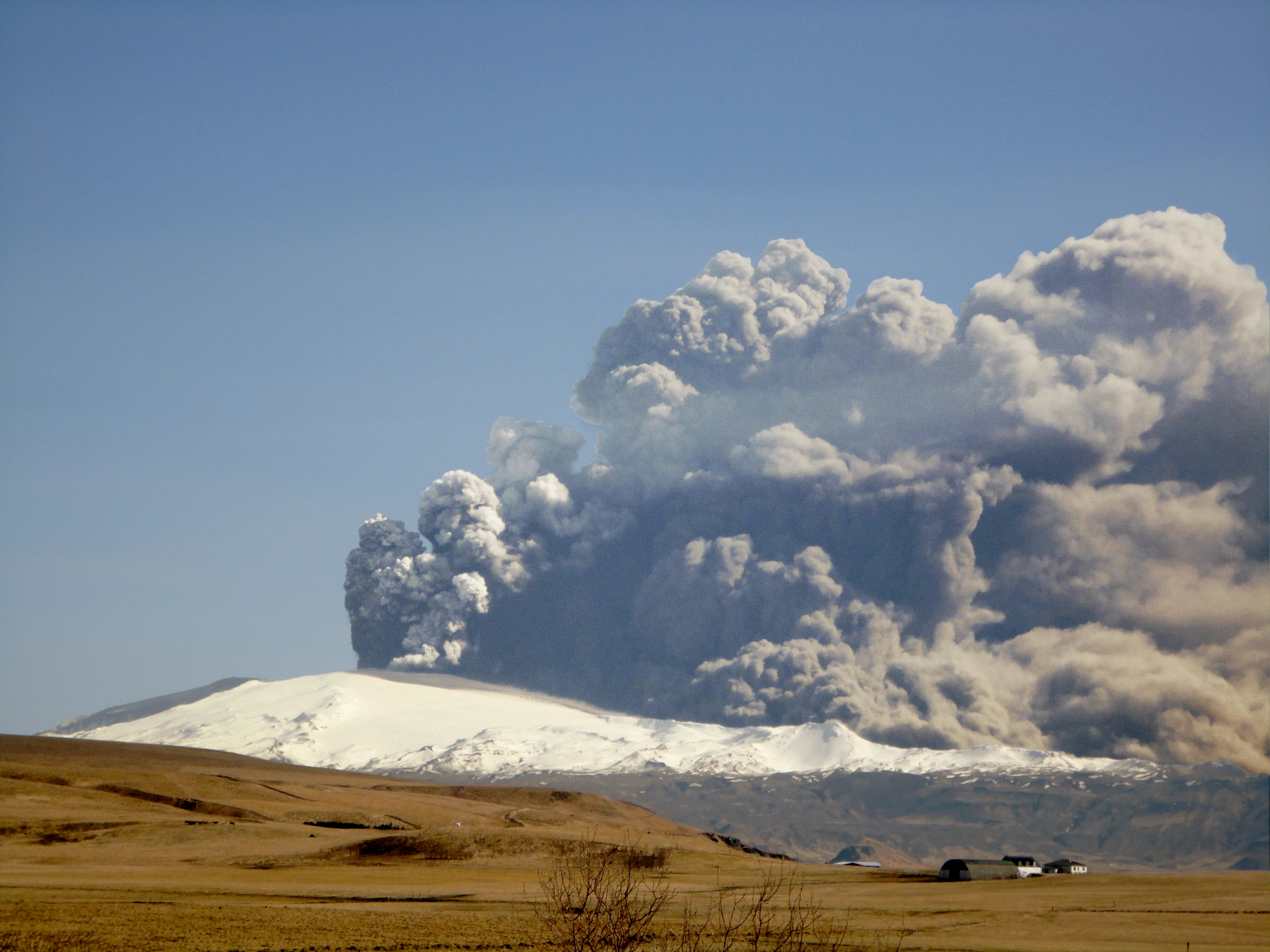
Cột khói bốc lên từ Eyjafjallajökull ngày 17 tháng 4 năm 2010

Aerosol sunfat dẫn đến những phản ứng hóa học phức tạp trên bề mặt làm thay đổi thành phần clo và nitơ trong tầng bình lưu. Khi aerosol tăng về số lượng và đông lại, chúng rơi xuống phần trên tầng đối lưu và hình thành mây ti và thay đổi cân bằng bức xạ của Trái Đất. Hầu hết hydro chloride (HCl) và hydro fluoride (HF) tan trong giọt nước và rơi xuống đất tạo thành mưa axit. Một ví dụ tiêu biểu là núi lửa Masaya ở Nicaragua, nơi liên tục phun ra khí lưu huỳnh dioxide, gây ra mưa axit ở những vùng cách xa hàng trăm kilomét.

## Núi lửa trên những thiên thể khác

Núi lửa Tvashtar phun trào với cột khói cao 330 km trên bề mặt Io, vệ tinh của Sao Mộc

Mặt Trăng của Trái Đất không có núi lửa lớn nào, mặc dù bằng chứng gần đây cho thấy nó có thể có lõi còn nóng chảy. Tuy nhiên, Mặt Trăng có nhiều dạng địa hình núi lửa như là biển (vùng sẫm màu trên bề mặt mặt trăng), rille và vòm.

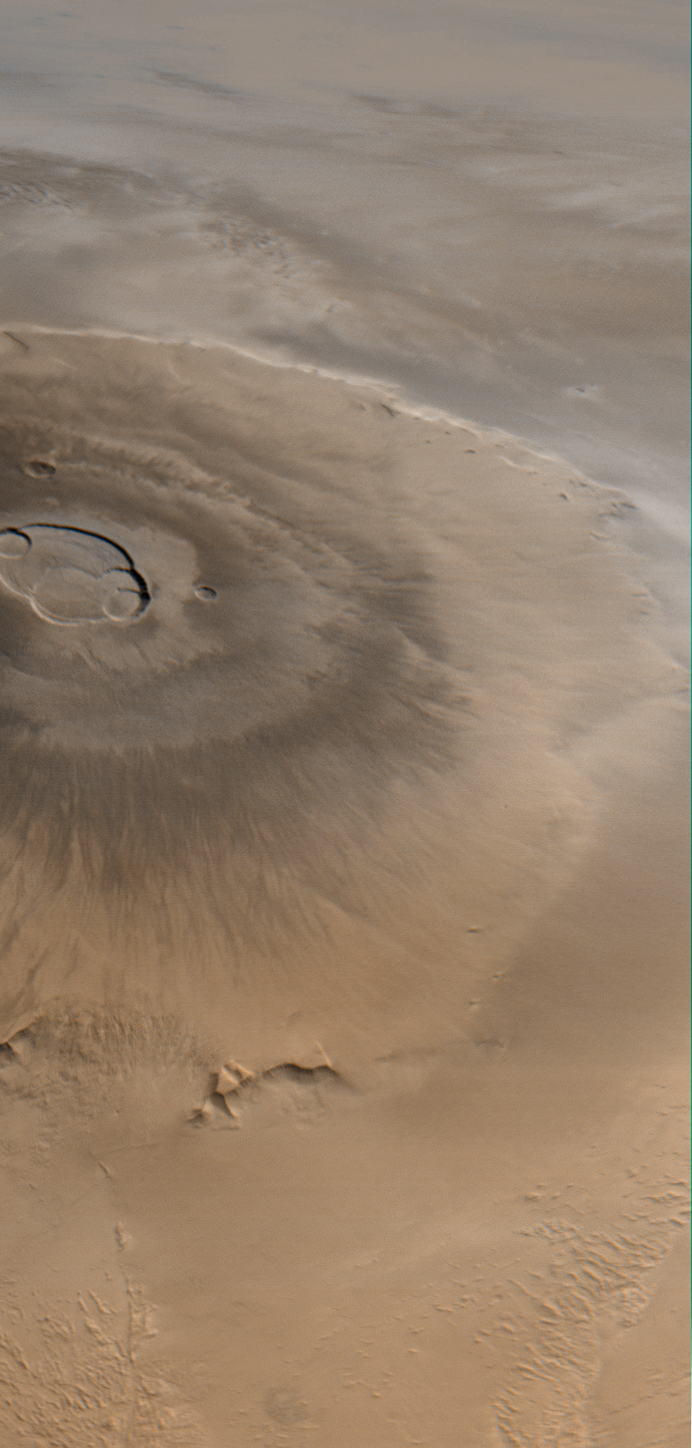
Olympus Mons (Latin, "Núi Olympus"), nằm trên Sao Hỏa, là ngọn núi cao nhất được biết đến trong hệ Mặt Trời

Có một vài núi lửa đã tắt trên Sao Hỏa, bốn trong số đó là những núi lửa khiên lớn hơn những núi lửa trên Trái Đất rất nhiều. Chúng là Arsia Mons, Ascraeus Mons, Hecates Tholus, Olympus Mons, và Pavonis Mons. Những núi lửa nảy đã ngừng hoạt động hàng triệu năm, nhưng tàu thăm dò Mars Express của châu Âu đã tìm thấy bằng chứng cho thấy hoạt động núi lửa có thể đã diễn ra trên Sao Hỏa trong quá khứ gần.
Vệ tinh của Sao Mộc, Io, là thiên thể hoạt động núi lửa tích cực nhất trong hệ mặt trời do tương tác thủy triều với Sao Mộc. Nó được bao phủ bởi núi lửa phun trào lưu huỳnh, lưu huỳnh dioxide và đá silicat, khiến cho bề mặt của Io luôn được bồi thêm. Dung nham của nó nóng nhất trong hệ mặt trời, với nhiệt độ vượt quá 1.800 K (1.500 °C). Tháng 2 năm 2001, vụ phun trào núi lửa lớn nhất trong hệ mặt trời được ghi nhận trên Io. Một nghiên cứu năm 2010 về hành tinh ngoài hệ Mặt Trời COROT-7b, chỉ ra rằng gia nhiệt thủy triều từ ngôi sao chủ gần với hành tinh đó có thể gây ra hoạt động núi lửa mạnh mẽ như ở trên Io.
Europa, vệ tinh Galileo nhỏ nhất, cũng có một hệ thống núi lửa đang hoạt động, chỉ khác là hoạt động của nó hoàn toàn dựa trên nước, đông lạnh thành băng trên bề mặt. Năm 1989 tàu vũ trụ Voyager 2 quan sát núi lửa băng trên Triton, một vệ tinh của Sao Hải Vương, và vào năm 2005 tàu thăm dò Cassini–Huygens chụp đài phun hạt đóng băng trên Enceladus, một vệ tinh của Sao Thổ. Vật chất phun trào có thể chứa nước, nitơ lỏng, amonia, bụi, hoặc hợp chất chứa metan. Cassini–Huygens cũng tìm thấy bằng chứng cho núi lửa băng phun trào metan trên vệ tinh Sao Thổ, Titan, được cho là góp phần vào thành phần metan trong khí quyển của vệ tinh này.